# Азамат (фильм, 1939)
«Азамат» — художественный фильм, снятый режиссёрами Арнольдом Кордюмом и Сабирджаном Искандеровым в 1939 году. Снят по сценарию Кузьмы Горбунова и Арнольда Кордюма, рассказывающий о трудовых подвигах колхозников-хлопкоробов Ферганской долины.

## Сюжет
Фильм о трудовых подвигах колхозников-хлопкоробов Ферганской долины. Премьера фильма состоялась в Москве 16 августа 1940 года.

## В ролях
- Аббас Бакиров - Азамат
- Бури Хайдаров - Джура
- Р. Ахмедов - Садыков
- Хайла Ганиева - Гулсун
- Обид Джалилов
- Асад Исматов - Умар
- Хикмат Латыпов - Чилимщик
- Журахон Рахмонов
- Халима Рахимова - Мукаррам
- Владимир Чувелев - Степан
- Н. Ишмухамедов - Юсуп
- А. Чертолина - Вера
- С. Фирсов - Москвич

## Съёмочная группа
- Авторы сценария: Кузьма Горбунов и Арнольд Кордюм
- Режиссёры: Арнольд Кордюм и Сабирджан Искандеров
- Оператор: Александр Фролов
- Художник: Виктор Уфимцев
- Композитор: Лев Степанов